# جنگل نروژی (رمان)
جنگل نروژی (به ژاپنی: ノルウェイの森, Noruwei no Mori)، رمان نویسنده ژاپنی هاروکی موراکامی محصول ۱۹۸۷ است. رمان یک داستان نوستالژیک از دست دادن است. این از دیدگاه اول شخص «تورو واتانابه» روایت می‌شود که به دوران دانشجویی خود که در توکیو زندگی می‌کرد نگاه می‌کند. از طریق خاطرات واتانابه، خوانندگان می‌بینند که او با دو زن کاملاً متفاوت روابط برقرار می‌کند - نائوکو زیبا و در عین حال آشفته از نظر عاطفی، و میدوری پر جنب و جوش.